# Eilema mysolica
Eilema mysolica är en fjärilsart som beskrevs av Swinhoe 1892. Eilema mysolica ingår i släktet Eilema och familjen björnspinnare. Inga underarter finns listade i Catalogue of Life.